# Halterofilia en los Juegos Olímpicos de Londres 2012 – Menos de 48 kg femenino
El evento de menos de 48 kg femenino de halterofilia en los Juegos Olímpicos de Londres 2012 tuvo lugar el 28 de julio en el Centro de Exposiciones ExCeL.

## Horario
Todos los horarios están en Tiempo Británico (UTC+1)
| Fecha               | Tiempo | Ronda   |
| ------------------- | ------ | ------- |
| 28 de julio de 2012 | 15:30  | Grupo A |

## Resultados
| Rank              | Atleta                          | Grupo | Peso corporal | Arrebato (kg) | Arrebato (kg) | Arrebato (kg) | Arrebato (kg) | Tirón (kg) | Tirón (kg) | Tirón (kg) | Tirón (kg) | Total |
| Rank              | Atleta                          | Grupo | Peso corporal | 1             | 2             | 3             | Resultado     | 1          | 2          | 3          | Resultado  | Total |
| ----------------- | ------------------------------- | ----- | ------------- | ------------- | ------------- | ------------- | ------------- | ---------- | ---------- | ---------- | ---------- | ----- |
| Medalla de oro    | Wang Mingjuan (CHN)             | A     | 47.73         | 88            | 88            | 91            | 91            | 110        | 114        | 116        | 114        | 205   |
| Medalla de plata  | Hiromi Miyake (JPN)             | A     | 47.74         | 83            | 85            | 87            | 87            | 108        | 110        | 113        | 110        | 197   |
| Medalla de bronce | Ryang Chun-Hwa (PRK)            | A     | 47.52         | 80            | 83            | 84            | 80            | 108        | 109        | 112        | 112        | 192   |
| 4                 | Sirivimon Pramongkhol (THA)     | A     | 47.23         | 78            | 80            | 82            | 82            | 106        | 108        | 109        | 109        | 191   |
| 5                 | Nurdan Karagöz (TUR)            | A     | 46.99         | 80            | 83            | 84            | 83            | 104        | 107        | 107        | 104        | 187   |
| 6                 | Honami Mizuochi (JPN)           | A     | 47.77         | 76            | 78            | 80            | 80            | 92         | 94         | 96         | 96         | 176   |
| 7                 | Ngangbam Soniya Chanu (IND)     | A     | 47.74         | 72            | 74            | 75            | 74            | 93         | 97         | 97         | 97         | 171   |
| 8                 | Betsi Rivas (VEN)               | A     | 47.43         | 68            | 70            | 70            | 70            | 92         | 96         | 98         | 98         | 168   |
| 9                 | Beatriz Pirón (DOM)             | A     | 47.85         | 72            | 75            | 77            | 77            | 87         | 90         | 92         | 90         | 167   |
| 10                | Mélanie Bardis (FRA)            | A     | 47.71         | 70            | 73            | 75            | 73            | 88         | 91         | 93         | 93         | 166   |
| 11                | Lely Burgos (PUR)               | A     | 47.61         | 65            | 70            | 70            | 65            | 87         | 92         | 92         | 92         | 157   |
| 12                | Nathalia Rakotondramanana (MAD) | A     | 47.74         | 55            | 55            | 60            | 55            | 75         | 80         | 82         | 80         | 135   |
| —                 | Panida Khamsri (THA)            | A     | 47.45         | 81            | 81            | 81            | —             | —          | —          | —          | —          | —     |
| —                 | Marina Sisoyeva (UZB)           | A     | 47.85         | 79            | 79            | 80            | —             | —          | —          | —          | —          | —     |